# Анаксилай (царь Спарты)
Анаксилай — царь Спарты из династии Еврипонтидов, правивший в VII веке до н. э.
Имя Анасиклая в своей «Истории» приводит Геродот при перечислении предков царя Леотихида — одного из командующих греческим флотом во время битвы при Микале, произошедшей в 479 году до н. э. По замечанию П. Картледжа, Павсаний, не упомянувший Анаксандрида I и Анаксилая, указывает на Завксидама и Анаксидама. Как отметила Л. Г. Печатнова, Анаксилай, сын Архидама I, правил Спартой в середине VII века до н. э. Его сыном был Леотихид I.